# یینگژن
یینگژن (به لاتین: Yinggen) یک منطقهٔ مسکونی در چین است که در Qiongzhong Li and Miao Autonomous County واقع شده‌است. یینگژن ۲۳۱ متر بالاتر از سطح دریا واقع شده‌است.